# Marchspitze
La Marchspitze est une montagne culminant à 2 609 m d'altitude dans les Alpes d'Allgäu.

## Géographie
La Marchspitze est proche de la frontière entre l'Allemagne et l'Autriche. Il se trouve à 1,5 km à l'est du Grosser Krottenkopf et à proximité de la Hermannskarspitze.
Le Hermannskarsee se trouve dans un environnement austère au sein du chaînon de Hornbach dans le cirque naturel du même nom entre le Grosse Krottenkopf et la Marchspitze.

## Ascension
En raison de l'ascension exigeante, le sommet de la Marchspitze est peu fréquenté. La voie la plus fréquentée part du Hermannskarsee, où l'on quitte le chemin entre le refuge Kemptner et le refuge Hermann-von-Barth pour un chemin grimpant recouvert par des éboulis vers la brèche de March. À la brèche, on change pour le flanc nord de la montagne et se rapproche d'un couloir à travers lequel on atteint après le franchissement d'un autre couloir (classé 2) l'arête à l'ouest. Au-dessus et en dessous de cette arête, certaines montées vont vers le sommet. La route est marquée par endroits par des cairns. Le chemin depuis le refuge Hermann-von-Barth nécessite trois heures.
Un itinéraire plus difficile (classé 2) se fait par l'arête sud de la montagne. On peut aussi faire l'aller-retour avec une ascension par l'arête sud et la descente par la voie normale.